# Parafia Świętych Apostołów Piotra i Pawła w Jurowcach
Parafia Świętych Apostołów Piotra i Pawła w Jurowcach – parafia rzymskokatolicka należąca do dekanatu Grabownica, w archidiecezji przemyskiej.

## Historia
Ok. połowy XV wieku w Jurowcach zbudowano kościół filialny pw. św. Leonarda, przy którym rezydował kapelan podległy parafii w Dydni. Dochodziło do ciągłych nieporozumień z proboszczem w Dydni w sprawie utrzymania kapelana w Jurowcach. W 1539 roku odbyła się ugoda pomiędzy właścicielami Jurowiec i Dydni, po której została erygowana samodzielna parafia. Do tej parafii należały Jurowce, Srogów Dolny, Srogów Górny, Popiele i Raczkowa Wola. Pod koniec XVI wieku kościół przyłączono do parafii w Dydni. W 1676 roku Zofia z Bystrzewic Straszowa ustanowiła fundację, na mocy której kapłani z Dydni odprawiali niedzielne msze święte w Jurowcach. W 1745 roku była ostatnia wzmianka o istnieniu kościoła.
12 stycznia 1946 roku dekretem bpa Franciszka Bardy została erygowana ekspozytura z wydzielonego terytorium parafii Strachocina, a 7 lipca 1946 roku dekret potwierdzono i przyłączono Srogów. Na kościół parafialny zaadaptowano dawną cerkiew.
Na terenie parafii jest 1034 wiernych (w tym: Jurowce –304, Srogów Dolny – 218, Srogów Górny – 420).
Proboszczowie parafii:
?–?. ks. Piotr Pielech (ekspozyt).
?–?. ks. Władysław Świętnicki (ekspozyt).
1961–?. ks. Władysław Borawiak (ekspozyt).
1970–?. ks. Henryk Smaroń.
1981–2008. ks. Czesław Węgrzyn.
2008–2020. ks. Andrzej Szajnar.
2020– nadal ks. Zbigniew Szepieniec.